# Waku-Kungo
Waku-Kungo (avant 1915 : Santa Comba) également appelé Wako Kungo, est une ville située dans la province de Kwanza-Sud en Angola. La ville compte environ 30 000 habitants, elle est desservie par l'aéroport de Waku-Kungo.

## Histoire
Le 6 août 1975, les habitants de Waku-Kungo sont contraints de quitter leur ville à la suite de la guerre civile entre l'UNITA, la FNLA et le MPLA. Cela provoque un effondrement total de l'infrastructure pendant plus de 30 ans. La plupart des habitants ont été sauvés par la Croix-Rouge internationale et emmenés par avion au Portugal.
Un attentat à la bombe en 1994 dans une école de Waku-Kungo entraîne la mort de 89 enfants.